# NHK糸魚川根知テレビ中継局
NHK糸魚川根知テレビ中継局（エヌエイチケイいといがわねちテレビちゅうけいきょく）は、新潟県糸魚川市に設置されているNHK新潟放送局のテレビ中継局。現在は地上アナログ放送の中継局が設置されているが、2010年に地上デジタル放送の中継局開設が検討されているが、先行局の状況等から置局を判断される。

## 所在地
- 糸魚川市根小屋字仁王堂（フォッサマグナパーク付近）

## NHK中継局概要
| 放送局名          | チャンネル | 空中線電力        | ERP               | 放送対象地域 | 放送区域内世帯数 |
| NHK新潟教育テレビ | 46ch       | 映像3W /音声750mW | 映像18W /音声4.5W | 全国         | 約-世帯          |
| NHK新潟総合テレビ | 48ch       | 映像3W /音声750mW | 映像18W /音声4.5W | 新潟県       | 約-世帯          |

## 放送エリアなど
- 糸魚川大野中継局、糸魚川中継局、からの電波が届きにくいJR大糸線根知駅周辺をカバーしている。なお、在新潟民放局は当地に中継局を置いておらず、周辺局を受信している。